# Bombardier Challenger 600
Bombardier Challenger 600 je serija dvomotornih reaktivnih poslovnih letal kanadskega proizvajalca Canadair. Leta 1986 Bombardier Aerospace prevzel to podjetje in nadaljeval s proizvodnjo. Na podlagi Challengerja so razvili regionalno potniško letalo CRJ-100/200

## Specifikacije (CL-601-3A)
Podatki iz "Jane's "; Lambert 1993, pp. 27–28.
Splošne karakteristike
- Posadka: 2
- Število sedežev: Do 19 potnikov
- Dolžina: 20,85 m (68 ft 5 in)
- Razpon kril: 19,61 m (64 ft 4 in)
- Višina: 6,30 m (20 ft 8 in)
- Površina kril: 48,3 m² (520 ft²)
- Teža praznega letala: 9292 kg (20485 lb)
- Naložena teža: 19618 kg (43250 lb)
- Uporaben tovor: 1814 kg (4000 lb)
- Maks. vzletna teža: 19550 kg (43100 lb)
- Pogon letala: 2 × General Electric CF34-3A turbofan, 40,7 kN (9140 lbf) vsak

 Zmogljivost 
- Maks. hitrost: 882 km/h (476 vozlov, 548 mph)
- Potovalna hitrost: 851 km/h, (459 vozlov, 529 mph)
- Doseg: 6236 km (3366 nmi, 3875 milj)
- Višina leta: 12500 m (41000 ft)
- Hitrost vzpenjanja: 1355 m/min (4450 ft/min)

## Specifikacije (CL-604)
Podatki iz 
Splošne karakteristike
- Posadka: 2
- Število sedežev: Do 19 potnikov
- Dolžina: 20,85 m (68 ft 5 in)
- Razpon kril: 19,61 m (64 ft 4 in)
- Višina: 6,30 m (20 ft 8 in)
- Površina kril: 45,7 m² (492 ft²)
- Teža praznega letala: 12331 kg (27185 lb)
- Naložena teža: 21863 kg (48200 lb)
- Uporaben tovor: 2184 kg (4815 lb)
- Maks. vzletna teža: 21863 kg (48200 lb)
- Pogon letala: 2 × General Electric CF34-3B turbofan, 41,0 kN (9220 lbf) vsak

 Zmogljivost 
- Maks. hitrost: 870 km/h (470 vozlov, 541 mph)
- Potovalna hitrost: 850 km/h, (459 vozlov, 528 mph)
- Doseg: 6878 km (3714 nmi, 4274 milj)
- Višina leta: 12500 m (41000 ft)
- Hitrost vzpenjanja: 1355 m/min (4450 ft/min)